# Eragrostiella bifaria
Eragrostiella bifaria är en gräsart som först beskrevs av Vahl, och fick sitt nu gällande namn av Norman Loftus Bor. Eragrostiella bifaria ingår i släktet Eragrostiella och familjen gräs.

## Underarter
Arten delas in i följande underarter:
- E. b. secunda
- E. b. walkeri

## Bildgalleri

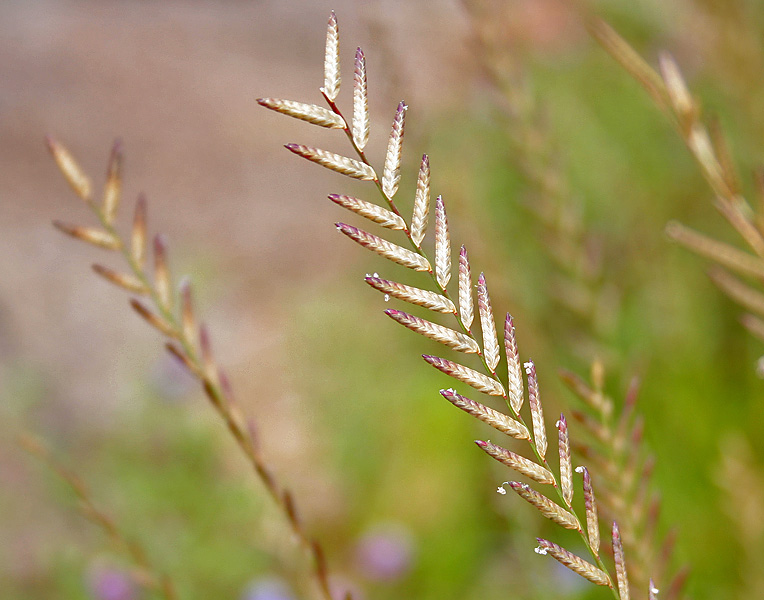
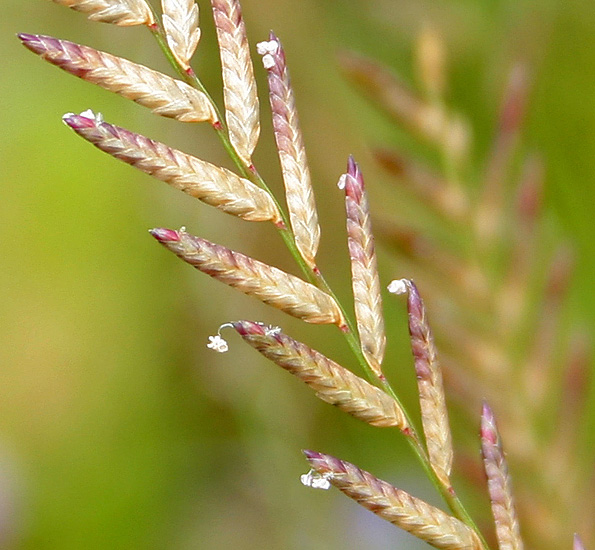